# Col·lecció d'art de Cristina de Suècia
La reina Cristina de Suècia va acumular al llarg de la seva vida una important col·lecció d'art, principalment de pintura i escultura del Renaixement. La col·lecció es va construir a partir de tres esdeveniments principals. En primer lloc, el saqueig de les col·leccions de Rodolf II dut a terme el 1648, al final de la Guerra dels Trenta Anys, seguit pels encàrrecs i adquisicions que va dur a terme en el període en què era sobirana de Suècia. Finalment, tornar a bastir una important col·lecció a Roma, ciutat en què residia un cop havia abdicat del tron suec, construïda a partir les noves obres que adquirí a Itàlia i les millors pintures que s'endugué d'Estocolm.
De la col·lecció que es quedà a Estocolm, només una trentena ha sobreviscut fins a l'actualitat, i estan exposats al Museu Nacional suec a Estocolm. La col·lecció romana, exposada en el Palau Riario, es dispersà un cop Cristina morí. Les millors pintures van acabar a la col·lecció Orleans, i quan aquesta es vengué a finals dels segle xviii, van acabar en diversos museus del Regne Unit primer i dels Estats Units després.

## El col·leccionisme femení a les corts europees

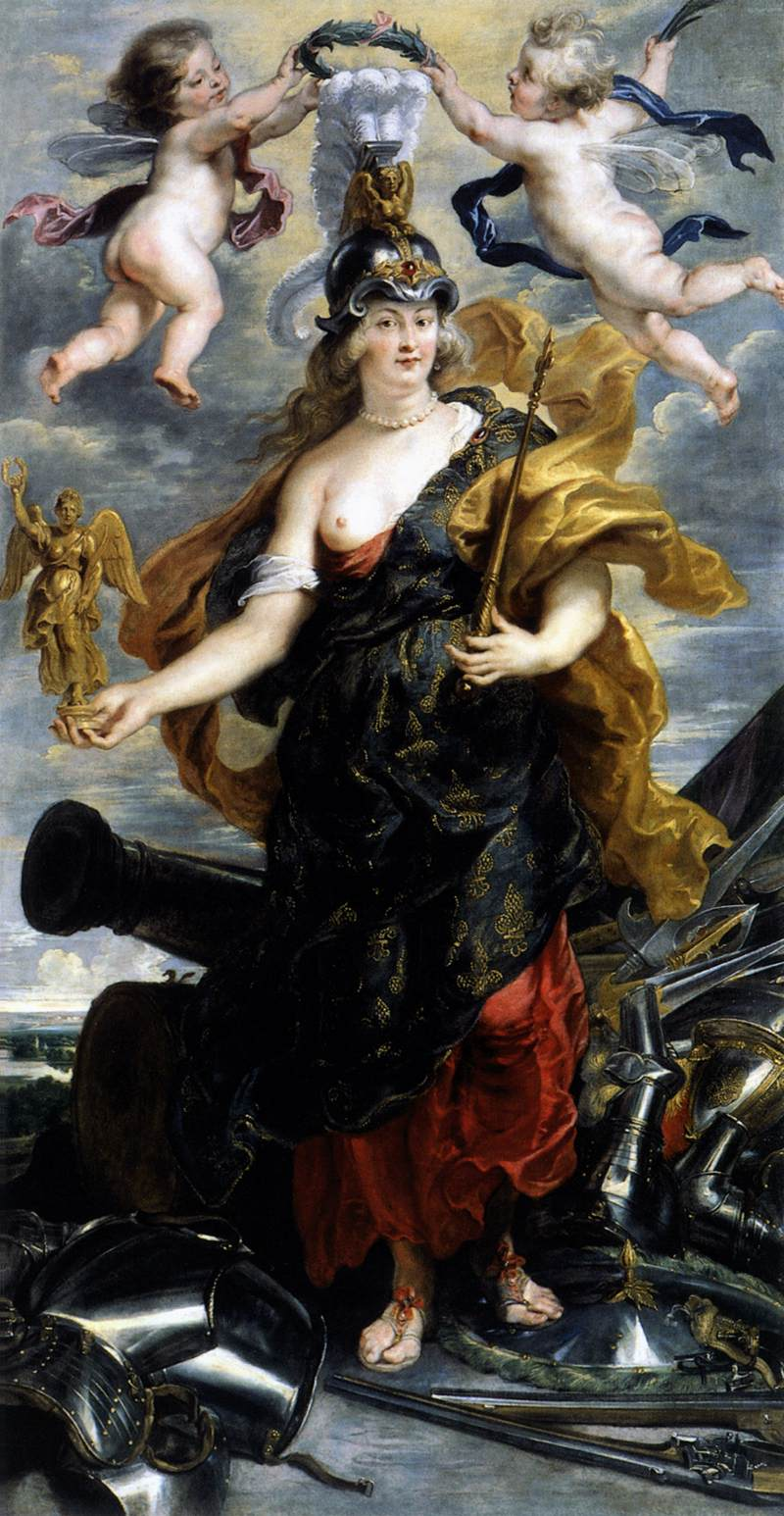
Maria de Medici com a Belona (deessa de la guerra), de Rubens

Fins al Renaixement, quan les dones encarregaven obres d’art, habitualment la temàtica era religiosa. En el Renaixement van començar a aparèixer canvis en aquest comportament. Per exemple, la princesa Isabel d’Este, marquesa consort i regent del ducat de Màntua, va destacar com a mecenes i col·leccionista d’antiguitats, acumulant monedes antigues, medalles, gemmes gravades i estatuetes.
Durant el regnat d'Elisabet I d'Anglaterra, entre 1588 fins 1603, es varen realitzar un bon nombre de retrats de la reina. Durant un temps llarg se li va buscar espòs entre les cases reials europees, i retrats seus foren enviats en 1567, 1571-74 i 1578-81 a possibles pretendents al matrimoni.. La iconografia isabelina també estava estretament lligada a la història de la vida del monarca i als esdeveniments polítics del seu regnat, com el de la derrota de l'Armada espanyola el 1588, però la reina, encapçalant un estat fortament enfrontat amb el papat i el catolicisme, no va col·leccionar obres d’art italianes o de l'antiguitat clàssica com ho feren altres monarques europeus. Poques vegades Elizabeth I encarregava ella mateixa les pintures, sinó que els que ho feien eren cortesans propers, els quals intentaven que la imatge de la reina i el context amb el que es representava s'ajustés als seus interessos.
Maria de Mèdici, regent de França entre 1610 i 1617, feu un major ús de la pintura per promocionar les seves aspiracions polítiques. Va encomanar a Peter Paul Rubens  la realització d’una sèrie d’obres pictòriques glorificant-la a ella i al seu marit Enric IV de França. Maria de Mèdici va triar vint-i-tres episodis de la seva vida, coneguts com el cicle de Medici, des del seu naixement fins al triomf, personificada com la deessa Àrtemis. El programa pictòric està basat amb l'exaltació dinàstica d'Enric IV de França i Maria de Mèdici i la justificació de les polítiques personals que va dur a terme com a regent de França.
Cristina de Suècia va construir la imatge d'una monarquia com les encapçalades per homes, a través d'encomanar personalment l'execució de moltes imatges seves amb diverses al·legories de poder, la creació de diverses col·leccions de pintures, marbres, medalles, gemmes, curiositats, instruments científics i el desenvolupament tant d'una biblioteca pròpia de primer ordre, tot assolit a través d'encàrrecs personals, compres i saqueig de guerra. També va intentar establir una Acadèmia a Estocolm, un centre internacional d'aprenentatge.
Només una altra dona, Caterina II de Rússia, creà, ja en la segona meitat del segle xviii, una col·lecció d'art equivalent a la de Cristina de Suècia, i que també fos comparable amb les col·leccions de Richelieu, Felip d'Orleans, Rodolf II o a la col·lecció d'art de Carles I d'Anglaterra.

## La reina de Suècia

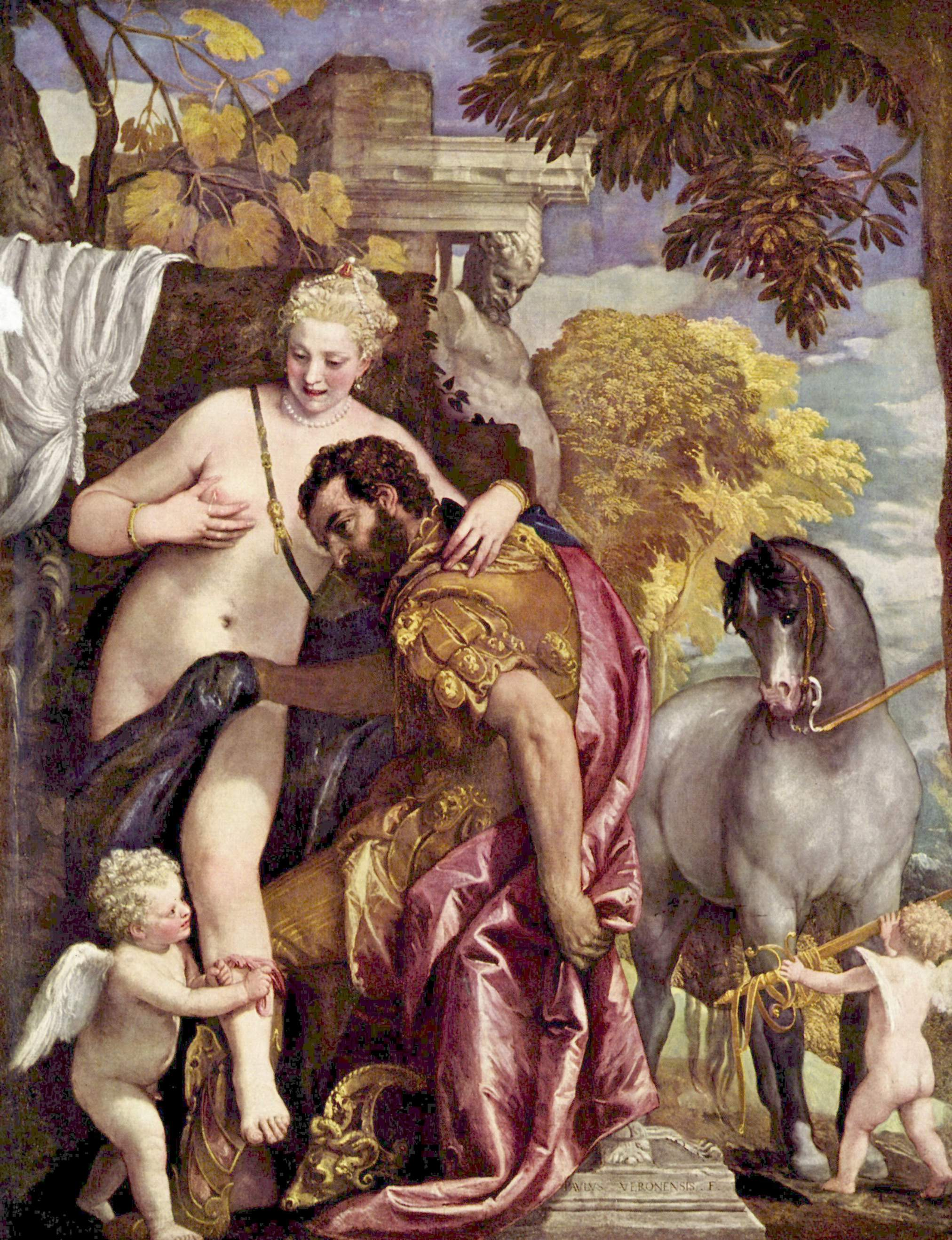
Mart i Venus, de Paolo Veronese

Durant el regnat de Gustau II Adolf, Suècia era essencialment un país pobre amb un estat militaritzat, en el que la major part dels ingressos fiscals es destinaven a l'esforç bèl·lic que exigia la seva participació en la Guerra dels Trenta Anys i posteriorment en la Segona Guerra del Nord. La col·lecció d'antiguitats i objectes d'art era molt poc freqüent, i la majoria dels objectes preciosos que heretà Cristina de Suècia havien estat adquirits durant el regnat del seu pare, Gustau II Adolf. El col·leccionisme d'antiguitats clàssiques a Suècia va començar amb les adquisicions de Cristina de Suècia. L'evolució del contingut de les col·leccions reials sueques abans i després de les adquisicions de Cristina es pot rastrejar a través d'inventaris i cartes. Els inventaris de la Hisenda Reial mostren un augment de 13 a 92 articles en el fons d'art entre els anys 1529 i 1549.
Cristina de Suècia fou filla única del rei Gustau II Adolf, i per desig del monarca fou educada com un home per poder assumir el tron en el futur. Cristina de Suècia va quedar òrfena de pare el 1632, quan ella tenia sis anys, heretant el tron. El Consell Privat del Regne, encapçalat per Axel Oxenstierna, dirigia el regne durant la seva minoria d'edat. Des de ben petita Cristina de Suècia sabia que es esdevindria la monarca del país. El desembre de 1644, Cristina va fer 18 anys i es va fer càrrec oficialment de moltes de les funcions anteriorment sota la competència del Consell Privat del Regne, encara que la coronació fou posposada fins al 1650 a causa de la guerra amb els danesos. L'establiment de les col·leccions reials d'objectes d'art per part de Cristina a Estocolm i posteriorment a Roma va seguir els patrons tradicionals de col·leccionisme vinculades a l'avenç del poder polític i social més utilitzades pels homes.
A Estocolm, Cristina va demostrar la voluntat de transformar la seva cort en un centre d'apreciació de l'art, l'aprenentatge i estudi del passat clàssic. Igualment, la reina tenia una clara afinitat per la música italiana contemporània i una marcada preferència pels artistes que treballen a la estil de la Roma clàssica.

## La formació de la col·lecció

### La Guerra dels Trenta Anys i el botí de Praga

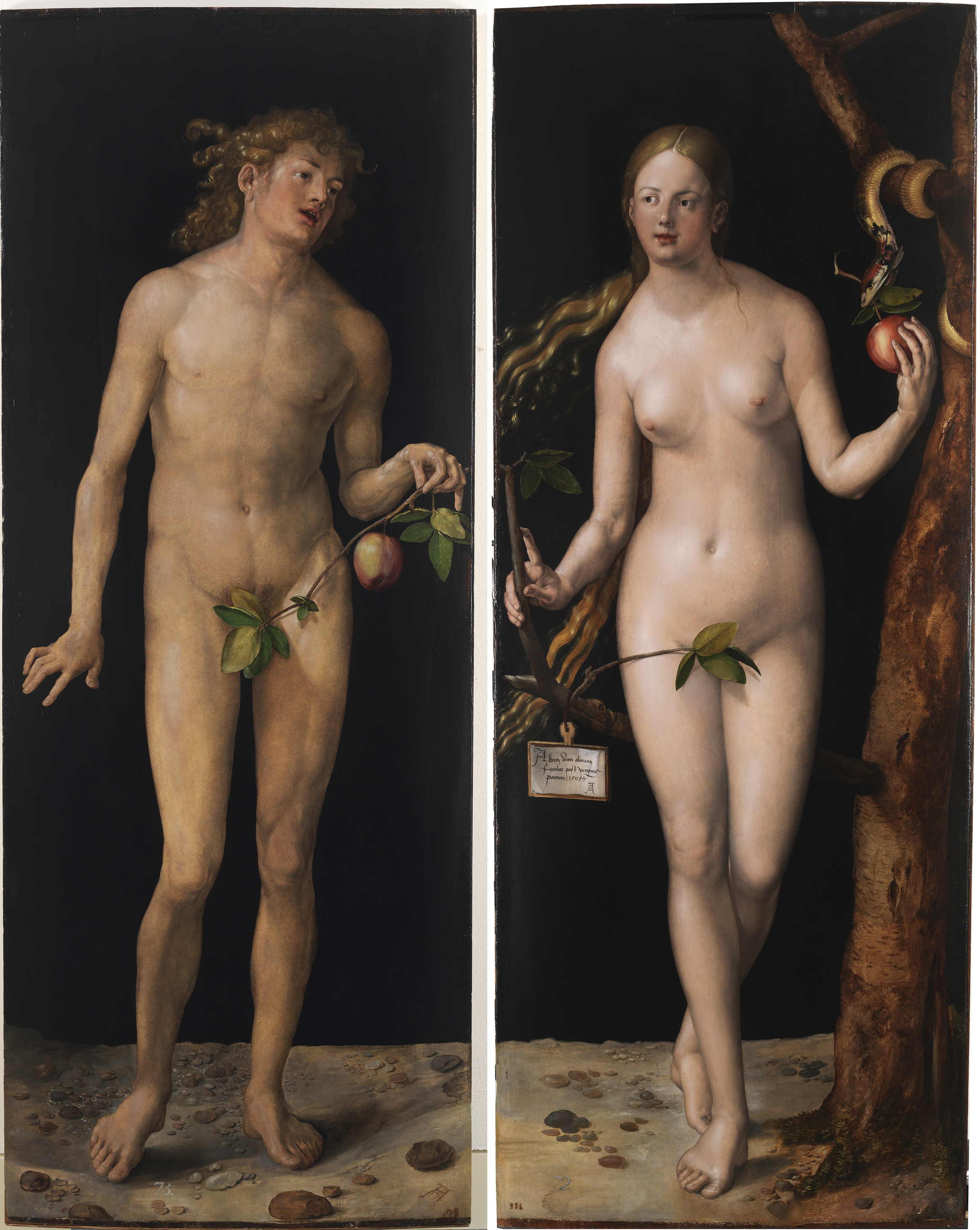
Adam i Eva, de Dürer

Ben abans de la fi de la Guerra dels Trenta Anys, entre 1577 i 1612, l'emperador del Sacre Imperi Romanogermànic Rodolf II va reunir al castell de Praga un gran nombre d'objectes valuosos, així com milers de pintures i dibuixos, creant les col·leccions de Rodolf II. La col·lecció, incloïa una biblioteca, una armeria amb un gran nombre d'armadures i un gabinet de curiositats o "Kuntstkammer". El gabinet de curiositats estava constituït per monedes, medallons, obres d'orfebreria i en pedra tallada, figures d'ivori, llibres, dibuixos, instruments científics i musicals, així com objectes naturals. La col·lecció de pintures incloïa artistes italians de renom com Paolo Veronese, Antonio da Correggio i Leonardo da Vinci, així com també pintors del nord d'Europa, com Albrecht Dürer i Pieter Brueghel el Vell.
Al llarg de la intervenció sueca en la Guerra dels Trenta Anys i abans de l'espoli del castell de Praga, l'exèrcit suec ja va saquejar nombroses biblioteques de l'ordre dels jesuïtes ubicades en el Sacre Imperi Romanogermànic, i el seu contingut enviat a Suècia. El 1632, després de la batalla de Rain, les tropes sueques van entrar a Múnic, capitanejades pel rei Gustau II Adolf. El propi monarca va seleccionar per a ell onze pintures pertanyents a la col·lecció d'art de Maximilià I de Baviera, entre les que es trobava La parella amorosa desigual de Lucas Cranach el Vell.
Molts dels tresors de Rodolf II van ser dispersats quan el Castell de Praga va ser saquejat pels suecs el 1648, en la que seria la darrera acció bèl·lica de la Guerra dels Trenta Anys. El saqueig del castell de Praga va incloure unes cinc-centes pintures, setanta estatuetes de bronze, tres-cents setanta instruments musicals i científics, quatre-centes "curiositats índies", així com cinquanta objectes d'ambre i corall, sis-cents vasos d'àgata i cristall, objectes d'ivori, pedres precioses, així com molts altres objectes i fins i tot un lleó viu. Atès que el tipus d'aprenentatge humanístic associat habitualment a la noció de Renaixement estava clarament absent a la Suècia dels segles XV i XVI, el saqueig va provocar fortes crítiques a tot Europa, principalment perquè es considerava que la cort sueca, comparativament pobre i molt allunyada dels centres de creació artística, no tenia la capacitat d'apreciar l'art.
L'adquisició de llibres i obres d'art com a botí de guerra va servir teòricament per millorar el posició internacional de la monarquia sueca i per educar i elevar el nivell cultural general del poble suec als ulls dels seus contemporanis europeus. Respecte als llibres, els exemplars extrets de Praga es van incorporar a la biblioteca personal de la reina, les biblioteques universitàries sueques, la biblioteca del castell reial, estudis privats i altres llocs, en un esforç destinat a elevar ràpidament l'estatus cultural i intel·lectual del país.

### Noves adquisicions a Suècia

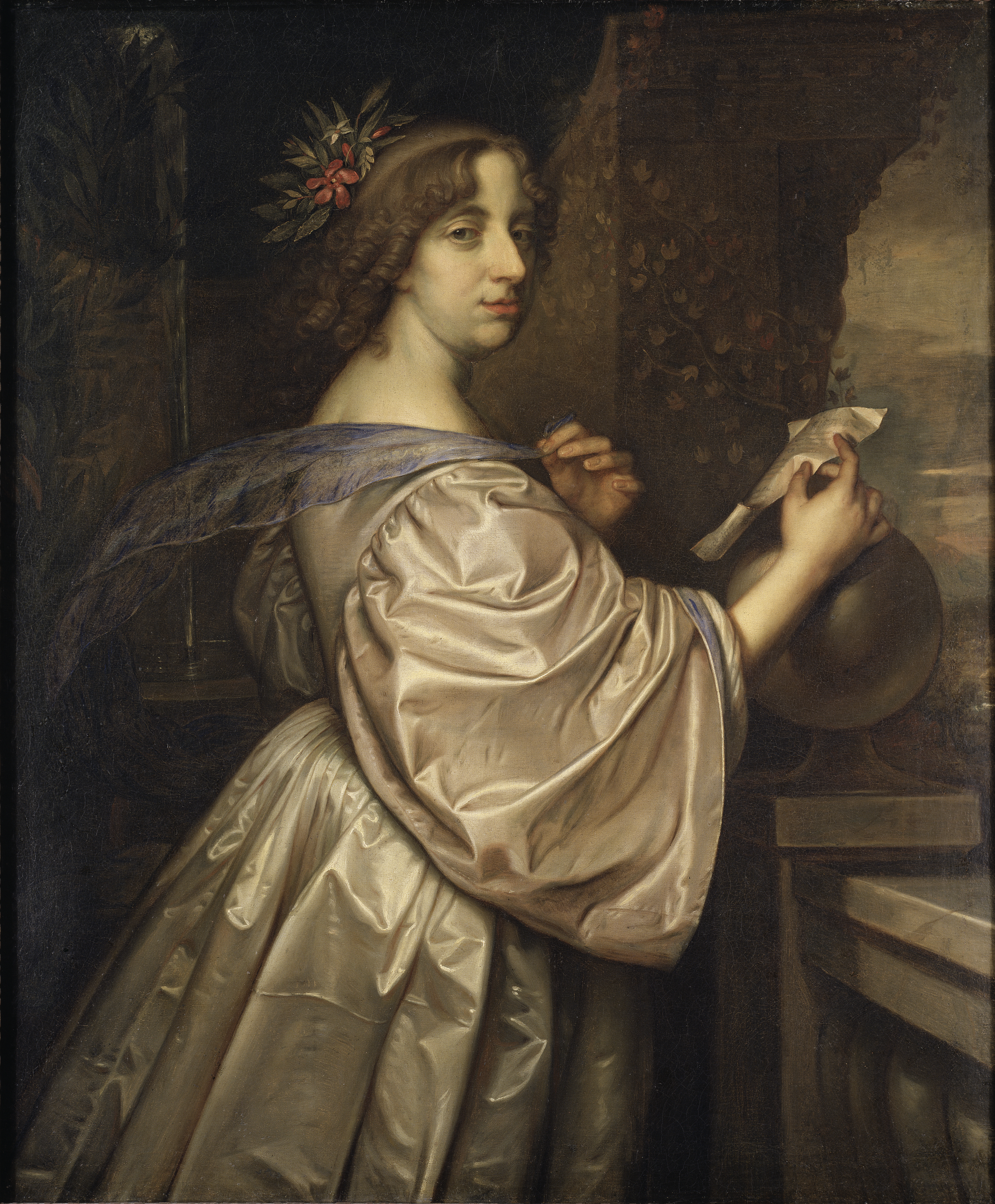
Retrat de Cristina de Suècia del 1650, de David Beck

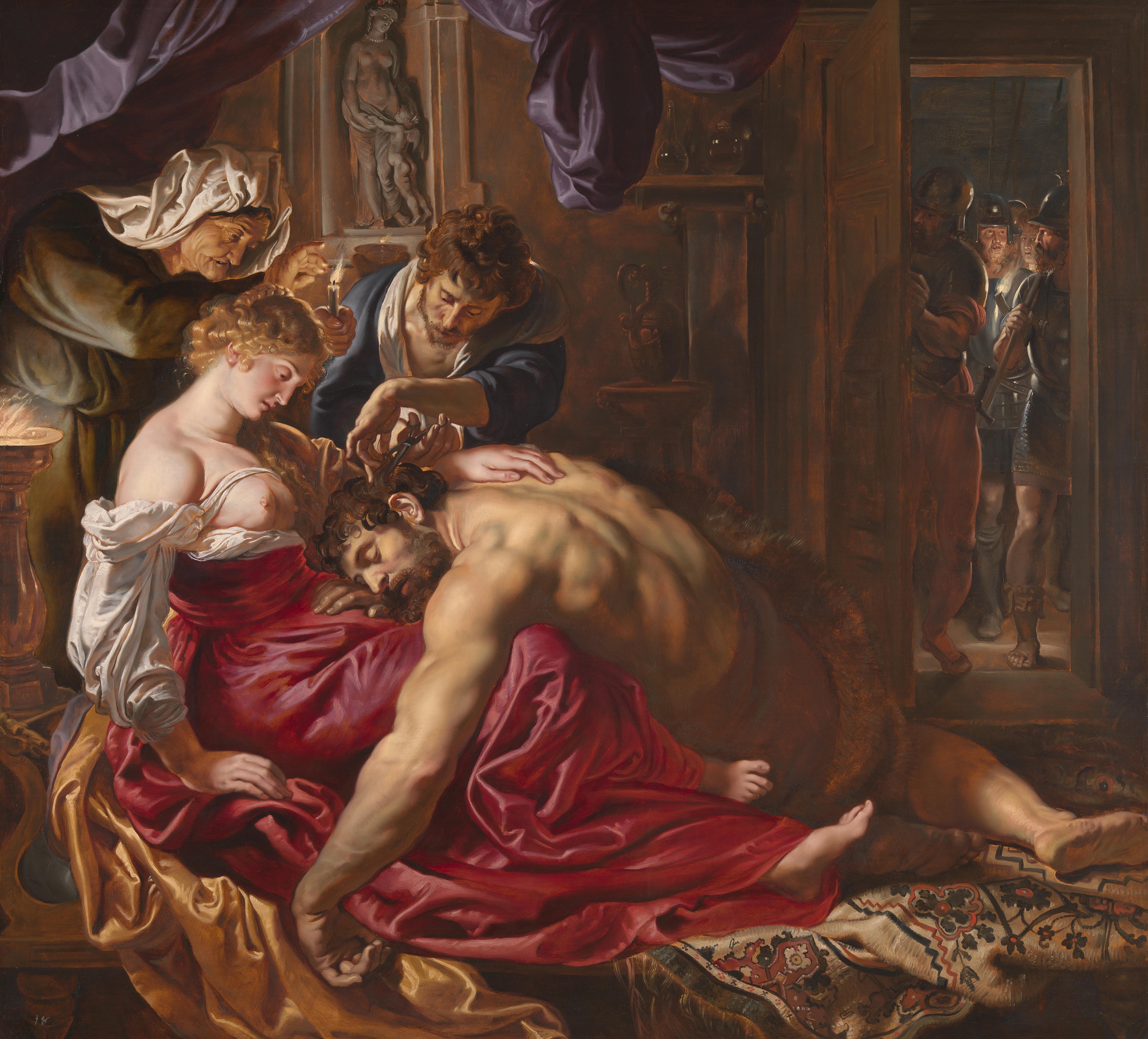
Samson i Dalila, de Rubens, de la col·lecció de Nicolaas Rockox

La majoria de les pintures posseïdes per la reina Cristina de Suècia provenien del saqueig de Praga, però la resta de la seva col·lecció provenien de compres dels seus agents, així com també de regals d'altres sobirans. És impossible recrear les primeres col·leccions de la reina en la seva totalitat a causa del seu viatge a Roma i la destrucció de les col·leccions restants en l'incendi del palau reial d'Estocolm.
Per a les seves adquisicions, la reina va fer servir una extensa xarxa d'agents, els quals viatjaven per Europa per comprar obres d'art. A través dels holandesos Nicolaas Heinsius el vell, erudit que posseïa una de les millors biblioteques clàssiques d'Europa, i d'Isaac Vossius, col·leccionista de manuscrits, actuant com agents de Cristina de Suècia, van adquirir per a la reina un gran nombre de llibres, medalles i monedes antigues. El 1645, Mathius Palbitzki, agent de la reina, va ser enviat a Roma per a l'adquisició a Itàlia de pintures, escultures i llibres. Les diverses trameses que Palbitzki envià consistien en una barreja d'obres del segle XVII fetes imitant l'estil clàssic, peces antigues i fragments antics molt restaurats o reatribuïts. Aquest mode d'adquisició era el mateix que altres governants fora d'Itàlia utilitzaven per adquirir objectes d'art.
Cristina va adquirir, mitjançant el seu ambaixador a Holanda Pieter Spiering van Silvercroon, obres del pintor holandès Gerrit Dou, un total de 48 estàtues de marbre així com diversos àlbums de dibuixos. Els autors dels àlbums eren Miquel Àngel, Ticià, Polidoro da Caravaggio i un parell d'àlbums d'altres mestres italians i de l'Europa del Nord, com Hendrick Goltzius. La compra s'efectuà l'any 1650 i Silvercroon va morir el 1652. La jove reina, la qual estava constantment endeutada, no va poder pagar els àlbums, de manera que els hereus de Silvercroon van haver de demanar-li repetidament que pagués. Al final, la família de Silvercroon va rebre únicament 7.900 tàlers, valor que representava una fracció del que valien els àlbums.
Un altre agent de Cristina era Michel le Blon, gravador alemany establert a Holanda, el qual va negociar la compra d'un total de 74 busts de marbre a Augsburg i Amsterdam. També s'atribueix a le Boln l'adquisició de com a mínim de 400 medalles, tres relleus de pedra, set ivoris, un conjunt de quatre quadres i 12 pintures de diversos temes mitològics, bíblics i retrats. Al voltant de 1650, l'agent d'Anvers va comprar la col·lecció d'art de Nicolaas Rockox, que havia estat batlle de la ciutat. L'adquisició incloïa dotze escultures, formant una barreja d'obres de l'antiguitat clàssica autèntiques i també còpies del segle XVI o XVII, i eren retrats atribuïts a homes famosos de l'antiguitat.
Cristina va convidar en el 1652 al pintor i gravador italià Salvator Rosa a fer una estada a la cort sueca, però aquest declinà l'oferiment. Aquest artista agradà a la reina, i més tard, a Roma, quan en el 1659 Cristina es va cedir les més preuades pintures de la seva col·lecció a l'exposició anual de San Giovanni Decollato, Salvator Rosa va ser l'únic artista viu del qual va incloure obres seves.
Cristina rebutjava a la majoria de mestres de l'Europa del Nord, fins i tot aquells tan reconeguts com Albrecht Dürer, fins al punt de retornar pintures comprades pels seus agent però que no li agradaven. En canvi, admirava extraordinàriament l'obra del pintor reneixentista Rafael i la valorava per sobre de totes les seves possessions. Tal com reconeixia el 1653 en una carta al col·leccionista Paolo Giordano II Orsini: "De fet, ara tota la Galeria de Praga [de l'emperador Rodolf II] és aquí. Realment hi ha molts quadres però només 30 o 40 dels italians són originals. N'hi ha d'Albrecht Dürer i d'altres mestres alemanys dels quals desconec el nom. A tothom els agraden molt, menys a mi. Juro que els regalaria tots per dos Rafaels, i fins i tot llavors els faria massa honor".

#### L'inventari de du Fresne
Rafael Trichet du Fresne era un francès que l'any 1650 va ser nomenat ajudant del bibliotecari reial, un altres francès, Gabriel Naudé. Posteriorment, el 1652, du Fresne fou nomenat guardià de les medalles i de les pintures. Va millorar el catàleg de les col·leccions d'art, encara que la seva feina distà molt de la perfecció, doncs si bé anotava la procedència de les obres, no registrava el seu autor. Es tracta de l'únic catàleg disponible abans de la marxa de Cristina de Suècia cap a Roma. El contingut de les col·leccions oscil·lava al voltant dels 40.000 objectes, dels quals uns 35.000 eren medalles i uns 750, pintures. Els altres objectes eren llibres, instruments científics i joies.

### Una nova vida a Roma

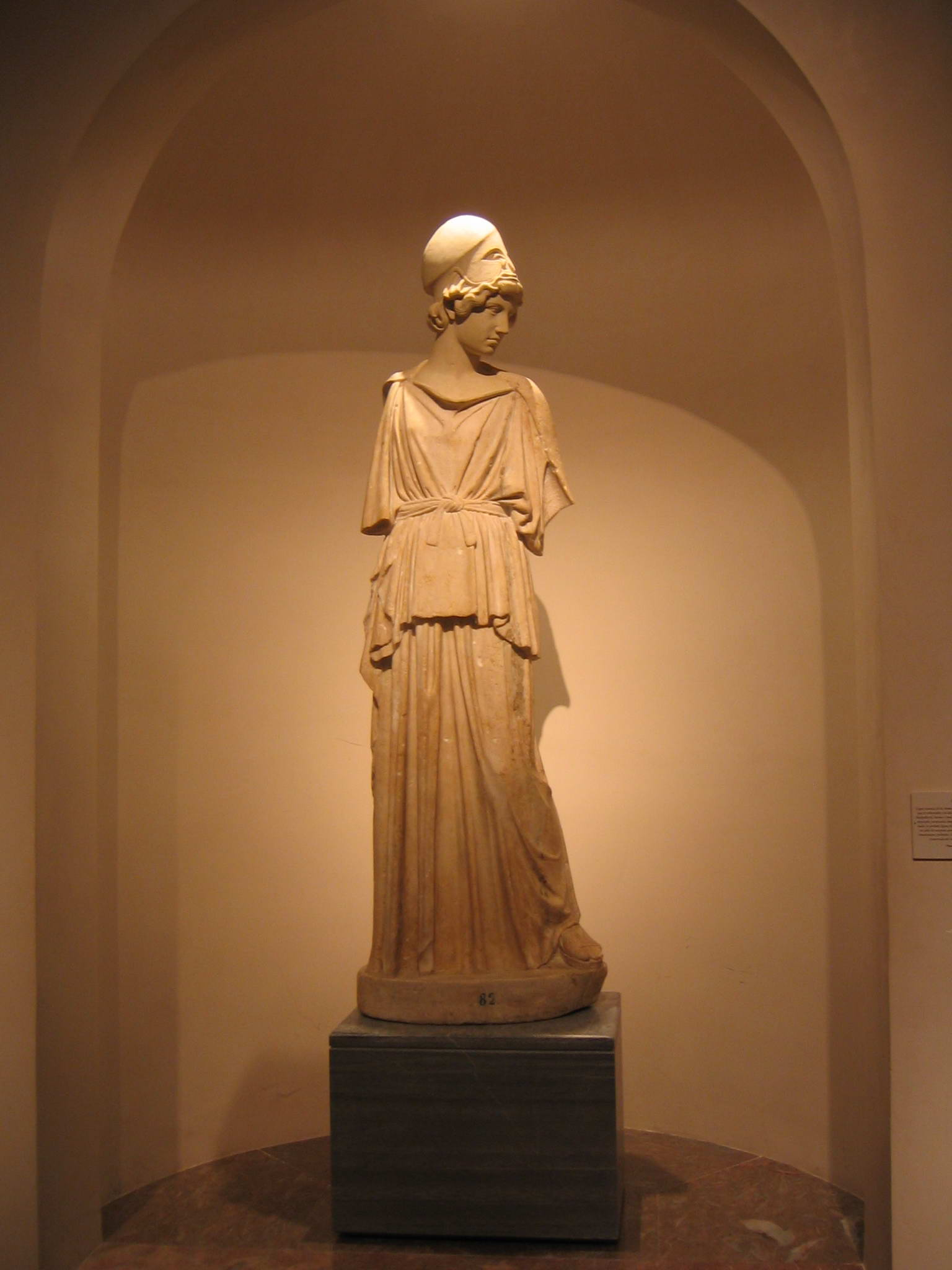
Atenea, rèplica romana de l'original de Miró

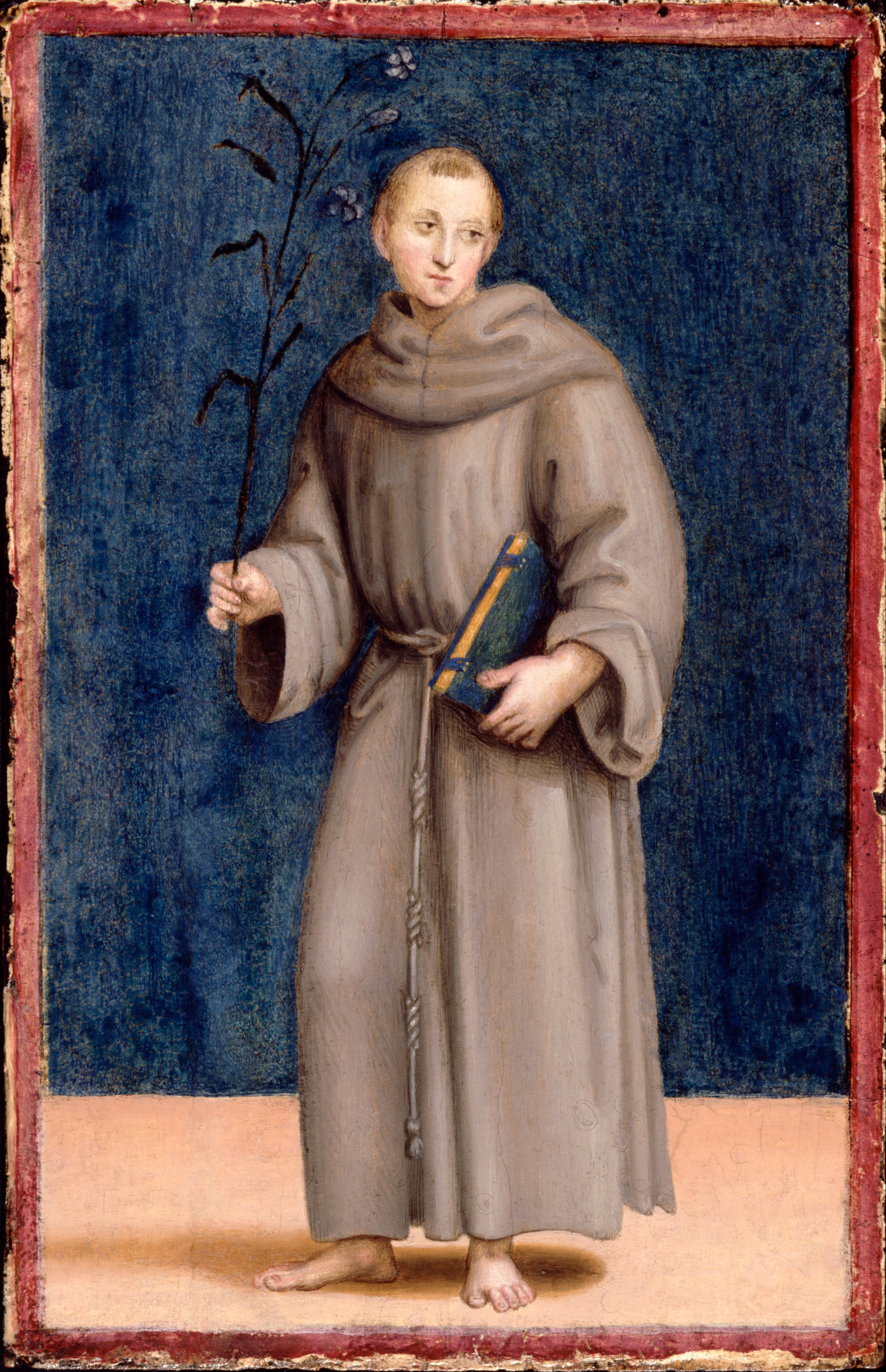
Sant Antoni de Pàdua, de Rafael

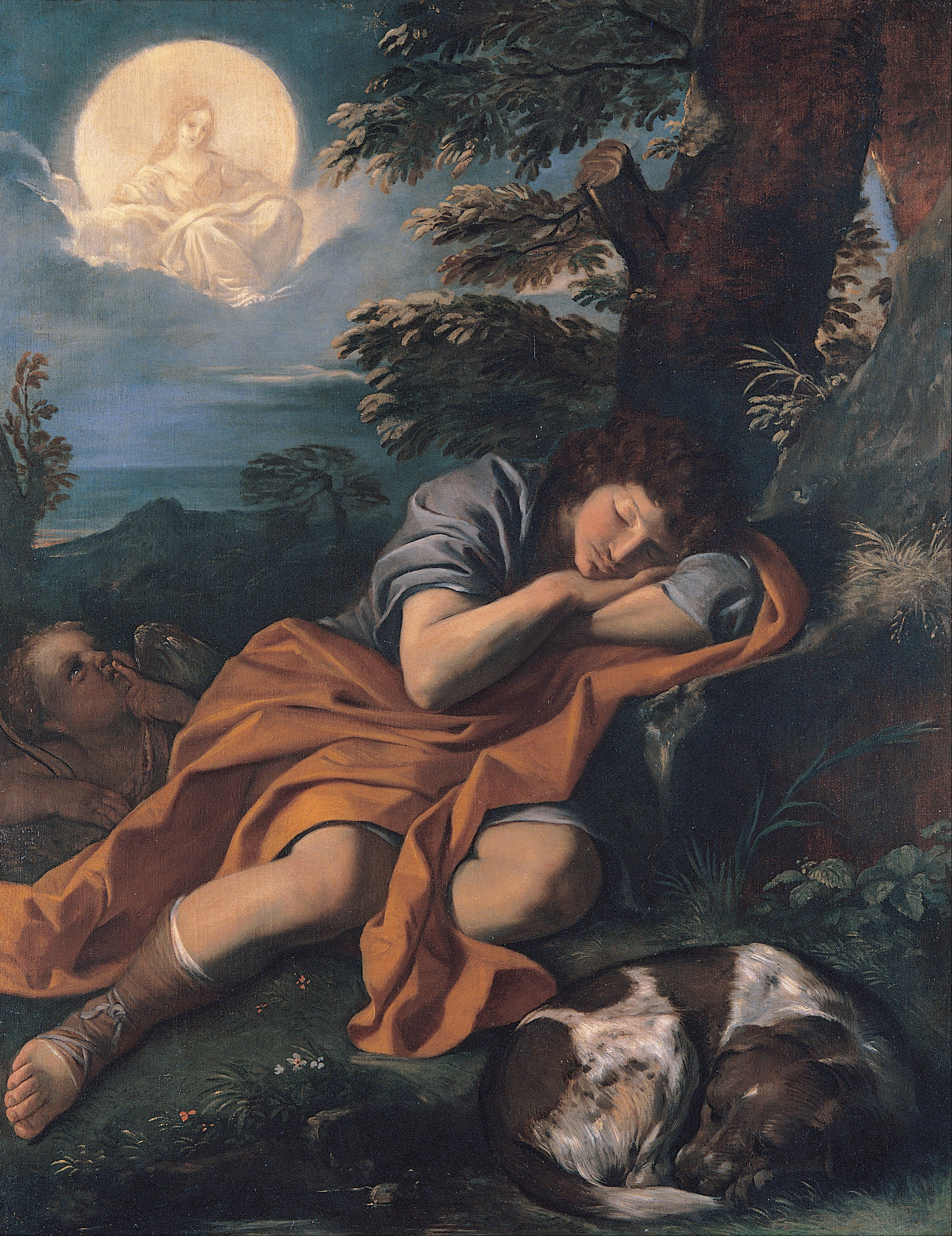
Diana i Endimió, de Pier Francesco Mola

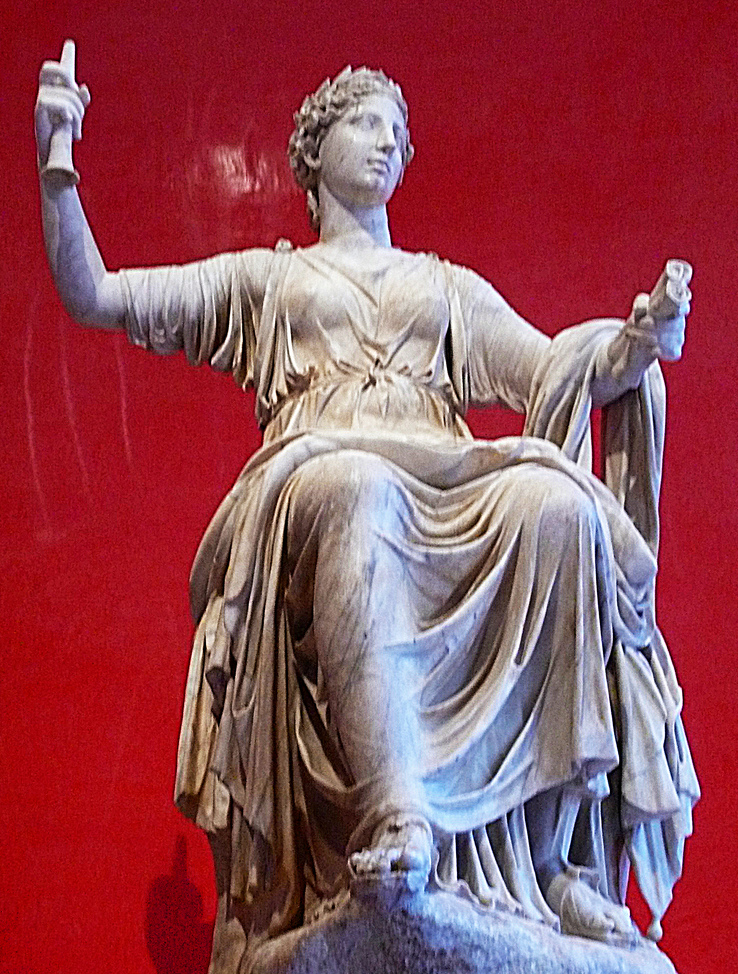
Clio, una de les 8 muses procedents de la Villa Madamma

La reina Cristina va ser coronada oficialment el 1650, però l'any següent ja havia decidit abdicar i anar-se'n a viure a Roma, El 1649 ja havia nomenat Carles X Gustau de Suècia com a successor del tron. El sis d'agost de 1653 va fer enviar a Anvers els objectes d'art que volia emportar-se amb ella per evitar reclamacions un cop hagués abdicat, i el sis de juny de 1654 va abdicar del tron suec.
De la seva col·lecció d'uns quaranta mil objectes d'art, Cristina va seleccionar setanta pintures, dinou escultures de bronze, setanta‐dos tapissos, cinquanta instruments científics instruments, i sis mil llibres. Les pintures escollides es dividien en un grup d'unes quaranta-cinc obres del Renaixement italià procedents de les col·leccions de Rodolf II i la resta, unes vint-i-cinc, eren retrats d'amics i família. També va regalar pintures a monarques amb els que volia tenir bones relacions. Així va enviar a Felip IV de Castella els dos olis d'Adam i Eva de Dürer, i Joan IV de Portugal va rebre "La Primavera de la Vida" de Hans Holbein el Vell.
Les pintures, a principis del segle xvii, no eren considerades els objectes més preuats, per tant algunes de les pintures creades per autors d'Europa del nord podrien no haver estat seleccionades pel viatge, en contraposició a objectes com ara joies, retrats en miniatura sovint amb pedres precioses, plata, els quals ocupaven menys espai i eren més valuosos, propiciant el seu ús com a medi de pagament. Malgrat això, algunes pintures preses de Suècia no han arribat mai a Roma amb la reina Cristina, i probablement aquestes pintures es van utilitzar com a pagament, molt probablement a Flandes.
El seu viatge cap a Roma es prolongà un any i mig. Va aturar-se a Hamburg, Anvers, on va adquirir algunes pintures, i Brussel·les, on va arribar el 23 de desembre de 1654 on s'hi va estar nou mesos. Tot seguit anà a Innsbruck, on el 3 de novembre de 1655 es va convertir oficialment al catolicisme. Va acabar arribant a Roma el 20 de desembre del mateix any.

#### L'inventari de Sebastiano Bevilacqua
Les obres d'art enviades des de Suècia no es van començar a desembalar fins al 1662-1663, moment en què es va dur a terme un altre inventari. Aquest el feu Sebastiano Bevilacqua, i fou molt millor documentat que el de du Fresne, doncs va enregistrar tant les dimensions com el nom dels artistes. Amb aquest inventari és més fàcil identificar les obres que Cristina va adquirir a Roma.

#### El mecenatge a Roma en el segle XVII
En el segle XVII a la ciutat de Roma el mecenatge d'artistes era una activitat duta a terme per un gran nombre d'institucions i persones. La cort papal, les ordres religioses i un gran nombre d'afeccionats privats tenien la seva galeria de pintures i antiguitats oberta als visitants que acudien a la ciutat. Algunes de les col·leccions privades eren molt importants, i la seva fama era coneguda arreu d'Europa. A la ciutat acudien artistes de tota Itàlia i també eren molt nombrosos els provinents de Flandes i Holanda. Però a mitjans de segle va començar a produir-se un declivi en el mecenatge, originat principalment l'estat desastrós de les finances papals producte d'una despesa sumptuària sense aturador, i la pèrdua de pes de l'economia italiana respecte a altres potències europees – Anglaterra, França i Holanda – que provocava una reducció dels ingressos fiscals. Malgrat això, en els anys en què Cristina visqué a Roma encara hi havia una notable activitat artística i literària. L'any 1674 a la ciutat estaven establerts uns cent marxants d'art.
En canvi, com a mercat d’art, la situació de Roma estava compromesa per l’existència d’una llei que regulava les transaccions internacionals d’obres d’art a través de la concessió de llicències d'exportació.

#### Cristina, mecenes i col·leccionista
Un cop a Roma, Cristina desenvolupà una doble activitat, com a compradora d'obres d'art i com a mecenes d'artistes. Si bé va fer amistat amb l'artista Gian Lorenzo Bernini i el va patrocinar, en el seu paper de mecenes d'autors contemporanis Cristina no va demostrar massa imaginació ni criteri. Admirava profundament al pintor de l'escola veneciana Pier Francesco Mola i al seu pupil, el pintor, escultor i arquitecte Antonio Gherardi. Quan Cristina es va deixar guiar per Gian Pietro Bellori, crític d'art que estava al càrrec de la llibreria i de la col·lecció d'art de Cristina, els resultats van ser diferents, produint-se el mecenatge del pintor i gravador Giovanni Angelo Canini. De fet, el mecenatge de Cristina va tenir poc significat, i la seva influència es feu notar més en el camp literari, que va dur a l'eventual formació de l'Acadèmia de l'Acàdia un any després de la seva mort.
També va patrocinar poetes, músics i científics, i una àmplia gamma d'intel·lectuals van assistir a les reunions de la seva Accademia Reale, fundada el 1674.
Cristina començà a col·leccionar obres d'art a gran escala a Roma a partir de l'any 1661, un cop va rebre un fort pagament del govern suec. El 1663 va comprar cinc petites pintures de Rafael al convent Sant Antoni de Pàdua de la ciutat de Perusa, vila que estava sota directe domini papal. Les monges del convent, quan van sol·licitar el permís de venda al seu cardenal, van ometre l'autoria de les obres. El conjunt era tant important que quan el propi papa Alexandre VII se'n assabentà, va ordenar una investigació, la qual acabà en una amonestació seriosa a les monges. Una altra adquisició important de pintures es dugué a terme el 1667, mitjançant la intermediació del marqués Pompeo Azzolini, en la que s'adquirí a la família Imperiali de Gènova diverses obres de Rubens, Tintoretto, Caravaggio i Ticià. Durant la seva llarga estada a Roma, Cristina va adquirir unes dues-centes pintures. A partir de 1668 Cristina s'allotjà definitivament al Palau Riario, en el qual exposava la seva col·lecció de pintures i escultures.
Cristina tenia exposada en el Palau Riario la seva col·lecció de pintures i escultures, així com sis obres de Bernini, totes perdudes en l'actualitat: un bust d'ella mateixa, dos quadres, el cap esculpit d'un nen coronat amb una corona de llorer, un bust de marbre de Crist i un mirall titulat La Veritat exposada pel Temps.

#### Arqueologia clàssica
Cristina va obtenir permís del Papa per fer excavacions arqueològiques a les ruïnes del palau de l'emperador romà Deci, la qual cosa li permeté augmentar de forma considerable la seva col·lecció d'escultures clàssiques. Una de les compres més important fou la que Cristina de vuit escultures clàssiques, còpies romanes del segle ii a partir d'originals grecs, representant vuit de les nou muses clàssiques. Havien estat trobades cap l'any 1500 en el teatre grec de la vila de l'emperador romà Hadrià i van passar a adornar la Villa Madamma de la família Ludovisi, a la qual Cristina adquirí les obres. Diversos dels seus encàrrecs es van centrar a restaurar obres de l'antiguitat clàssica de les seves col·leccions, com el que feu als escultors Giulio Cartari i Ercole Ferrata, ambdós alumnes de Bernini. Cristina va arribar a col·leccionar 120 estàtues de marbre, gairebé setanta de les quals són d'època romana, més concretament rèpliques romanes d'obres gregues reconegudes, mentre que gran part dels busts són grecs.

## La dispersió de la col·lecció
Part de la col·lecció de pintura procedent de Praga i que Cristina de Suècia no es va endur a Roma va ser destruïda a l'incendi que va patir el castell de Tre Kronor d'Estocolm l'any 1697.
A la seva mort el 19 d'abril de 1689, la col·lecció de Cristina de Suècia estava constituïda per les pintures de Rodolf II que s'havia endut de Suècia i les obres dels mestres del barroc i l'escultura antiga reunides per Cristina a Roma. Cristina va deixar totes les seves possessions al seu confident, el cardenal Decio Azzolini, el qual va morir el vuit de juny del mateix any. Seguidament, la col·lecció va passar al nebot del cardenal, el marqués Pompeo Azzolini, el qual en va vendre la major part el 1692 a Livio Odescalchi, noble romà i comandant de l'exèrcit papal, el qual morí el 1713.
El 1714 Pierre Crozat, col·leccionista d'art, agent de Felip d'Orleans, duc d'Orleans, viatjà a Itàlia amb la missió de comprar obres d'art per a la col·lecció del seu patró, i més concretament, la col·lecció de Cristina de Suècia a Baldassare Odescalchi i al cardenal Benedetto Erba Odescalchi, ambdós nebots i hereus de Livio Odescalchi. Si bé inicialment en el 1714 va intentar comprar tota la col·lecció, al final només se'n sortí el 1720 amb les pintures. La venda finalment es va formalitzar i les 123 pintures incloses en la venda van acabant formant el nucli de la col·lecció Orleans. Felip d'Orleans va lliurar cent dibuixos de la col·lecció Odescalchi a Pierre Crozat com a recompensa per les seves gestions per la venda dels quadres.
En el 1724 el bobó Felip V d'Espanya va comprar les escultures de marbre, passant aquestes a formar part de l'actual Museu del Prat. La resta de la col·lecció, consistent en gemmes, camafeus, medalles i monedes van mantenir-se en poder de la família Odescalchi fins que el Papa Pius VI la comprà el 1794. Però l'enfrontament papal amb la França revolucionària va acabar el 1797 amb l'entrada a Roma de l’exèrcit francès, el saqueig de la col·lecció i el segrest de Pius VI. Actualment els objectes es troben al Cabinet des Médailles de la Biblioteca Nacional de França, a París.